# Botafogo (Campinas)

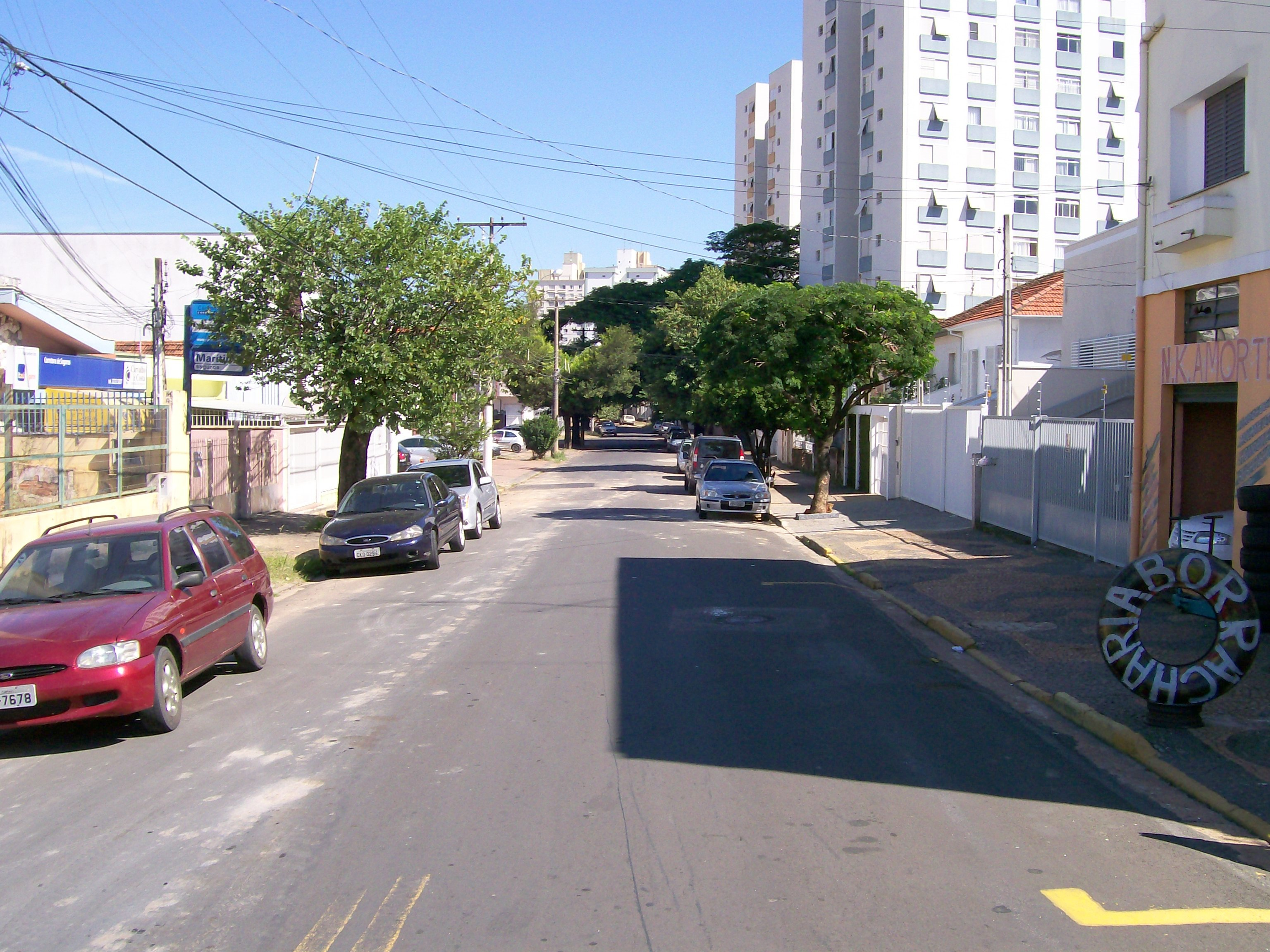
A Rua Rodrigues Alves localiza-se no Botafogo, mais precisamente na Vila Andrade Neves.

O Botafogo é um bairro da Zona Central de Campinas. Nele há desde regiões intensamente verticalizadas até regiões totalmente sem prédios. De 1973 a 2008 o bairro abrigou a antiga rodoviária de Campinas - durante a permanência da estação e mesmo após a desativação do terminal, o bairro foi vítima de um processo de intensa degradação, que o tornou muito perigoso e decadente, especialmente na área próxima à antiga rodoviária, que está a apenas 500m em linha reta do novo terminal rodoviário.
Ao norte e a leste está o Guanabara, a leste e ao sul está o Centro e a oeste está o Bonfim.

## Bairros dentro do Botafogo
Em função do fato de Campinas não ter delimitação legal e precisa dos bairros, há bairros que são desconhecidos da população em geral, em função de seu pequeno tamanho:
1. Vila Andrade Neves (nas proximidades da Avenida Andrade Neves e da antiga linha de trem de Mogiana).

- Nota: existe um bairro chamado "Jardim Novo Botafogo", que está do outro lado da antiga linha do trem. Entretanto, esse bairro está no bairro vizinho do Guanabara.

## Artigos relacionados
- Colégio Culto à Ciência
- Colégio Técnico de Campinas
- Estação Rodoviária Dr. Barbosa de Barros